# Svartmåla
Svartmåla är en småort i Vårdnäs socken i södra delen av Linköpings kommun i Östergötlands län, belägen invid Stora Rängen, strax norr om Västerby och Bestorp.

## Befolkningsutveckling
SCB har räknat Svartmåla som en småort sedan 1995. Orten har hela tiden omfattat 53 hektar och befolkningen har ökat för varje år.
| Befolkningsutvecklingen i Svartmåla 1995–2015 | Befolkningsutvecklingen i Svartmåla 1995–2015 | Befolkningsutvecklingen i Svartmåla 1995–2015 | Befolkningsutvecklingen i Svartmåla 1995–2015 | Befolkningsutvecklingen i Svartmåla 1995–2015 |
| --------------------------------------------- | --------------------------------------------- | --------------------------------------------- | --------------------------------------------- | --------------------------------------------- |
|                                               |                                               |                                               |                                               |                                               |
| År                                            |                                               |                                               | Folkmängd                                     | Areal (ha)                                    |
| 1995                                          | 1995                                          |                                               | 77                                            | 53#                                           |
| 2000                                          | 2000                                          |                                               | 88                                            | 53#                                           |
| 2005                                          | 2005                                          |                                               | 109                                           | 53#                                           |
| 2010                                          | 2010                                          |                                               | 116                                           | 53#                                           |
| 2015                                          | 2015                                          |                                               | 137                                           | 74#                                           |
| Anm.: # Som småort.                           |                                               |                                               |                                               |                                               |